# 简阳市
简阳市，是中国四川省的县级市，由成都市代管，位于四川省中部，位于成都市区以东48公里处，因此有“蜀都东来第一州”的美誉。

## 历史
简阳市历史悠久，已有两千余年的建制史。古为古蜀国领地，秦灭蜀国后属蜀郡。
西汉元鼎二年（前115），置牛鞞县，属益州犍为郡，县治桂林山麓。南朝宋时以简阳县改名，治所在今广西壮族自治区横县西南郁江南岸，属宁浦郡。南朝齐复名简阳县。西魏恭帝二年（555年）因境内阳安山，更名阳安县。隋朝仁寿三年（603年）设简州，得名于境内赖简池（今简城街办绛溪河北岸人民公园处），辖阳安县、平泉县、金水县。
元朝初年，阳安县并入简州。明朝洪武六年（1373年）降简州为简县，正德八年（1513年）复升为州，辖资阳县（现资阳市雁江区）。清朝雍正五年（1727年），资阳县复归资州管辖。
民国二年（1913年）改简州为简阳县，名字取自简州和阳安各自的第一个字，属川西道。民国二十四年（1935年）属四川省第二行政督察区，辖资中。
1950年后，属内江专区。1959年，简阳县下辖龙泉驿区（区公所，非市辖区）划归成都市管辖。1968年，内江专区改为内江地区，仍隶之。1976年，简阳县所辖洛带区9个公社划归成都市龙泉驿区管辖。
1994年，撤县设市，设立县级简阳市，由地级内江市代管。1998年划归资阳地区管辖。2000年国务院批准四川省直辖简阳市，由地级资阳市代管。2007年，简阳市成为四川省首批扩权强县试点城市，财政上取得与地级市相同的待遇。
2016年5月12日，经中华人民共和国国务院批准，简阳市改由成都市代管。

## 行政区划
简阳市下辖16个街道办事处、21个镇：
简城街道、射洪坝街道、新市街道、东溪街道、平泉街道、石桥街道、赤水街道、石盘街道、养马街道、贾家街道、石板凳街道、三岔街道、草池街道、福田街道、玉成街道、丹景街道、杨家镇、禾丰镇、云龙镇、三星镇、镇金镇、石钟镇、施家镇、三合镇、平武镇、踏水镇、江源镇、涌泉镇、芦葭镇、青龙镇、高明镇、武庙镇、壮溪镇、宏缘镇、雷家镇、董家埂镇和海螺镇。
- 石板凳街道、三岔街道、草池街道、福田街道、玉成街道、丹景街道、芦葭镇、董家埂镇、海螺镇委托成都高新区管理。即成都高新区东部园区。[5]

## 地理

### 区位
简阳市地处四川盆地腹地，具有“密迩锦城，西控巴陵”的战略区位。西与成都市双流区和眉山市仁寿县相临，北接成都市龙泉驿区和金堂县，南临资阳市雁江区，东临资阳乐至县，处于川中交通要冲之处。

### 地形地貌
市境西北部龙泉山脉成北东-南西走向，成为简阳与成都市中心城区的天然分界线，因而简阳自古有“蜀都东大门”之称。龙泉山脉为复式背斜构造，山体狭长，地势陡峭。岗峦重叠，峰岭雄峙，溪谷幽深，有丹景山、狮子岩、石棺材、牛心山、石碑垭、长松寺、太平观、四方山等山峰，海拔840-1059米。最高点在老君井乡菜园村的长松寺。
平均海拔400~580米，地势西北高、东南低，地貌以丘陵地形为主，丘陵地形占到全市总面积的88.1%，属川中丘陵区。市内丘陵为水平构造，丘体多呈台阶状、龙岗状，自然形成沟谷田、槽平地、台地、坡地等类型，海拔400-550米。其余地形低山占7.8%，河坝占4.1%。
土壤以紫色土和冲积土为主，适宜耕种。两种土壤占到了全市耕地面积的95%。

### 水系
水资源极为丰富，位于长江一级支流沱江中游，绛溪河、环溪河等河流从全市各地流入沱江。河流冲积坝分布在沱江及其支流沿岸，海拔低于400米，最低处在沱江出境处河岸，海拔359米。河流冲积坝堆积着新生代第四纪全新统新冲积层，一、二级阶地明显。另有中华人民共和国建国后开凿的三岔湖（三岔水库）与龙泉湖（石盘水库）两大湖泊。

### 气候
属于亚热带季风气候，气候温和，雨量充沛。冬季几乎无降雪，夏季高温多雨。全市年平均气温17℃，年平均降水量874毫米，年无霜期约311天。

## 交通
简阳市交通发达，公路网已经基本形成，已实现村村通公路。重要过境公路有成渝高速公路、成安渝高速公路、成都第二绕城高速公路、成都经济区环线高速公路、成简快速通道、简三公路、简石公路、 318国道、 319国道、 321国道。市区距成都市区48公里，约40分钟车程。此外正在建设成资渝高速公路、成宜昭高速公路、成洛简快速通道。距重庆市区284公里，约3小时车程。
简阳过境铁路有成渝铁路简阳站、成渝客运专线简阳南站。
简阳距成都双流国际机场约45分钟车程。成都天府国际机场位于简阳芦葭镇境内，于2021年6月27日投入使用。
连接成都火车南站与天府国际机场的成都地铁18号线于2020年开通部分站点。

## 经济
| 简阳市国内生产总值列表(单位：亿元) | 简阳市国内生产总值列表(单位：亿元) | 简阳市国内生产总值列表(单位：亿元) | 简阳市国内生产总值列表(单位：亿元) | 简阳市国内生产总值列表(单位：亿元) |
| ---------------------------------- | ---------------------------------- | ---------------------------------- | ---------------------------------- | ---------------------------------- |
| 年                                 | 年                                 |                                    | GDP                                | GDP                                |
| 2008                               | 2008                               |                                    | 5                                  | 5                                  |
| 2009                               | 2009                               |                                    | 7                                  | 7                                  |
| 2010                               | 2010                               |                                    | 9                                  | 9                                  |
| 2011                               | 2011                               |                                    | 2                                  | 2                                  |
| 2012                               | 2012                               |                                    | 0                                  | 0                                  |
| 2013                               | 2013                               |                                    | 4                                  | 4                                  |

简阳市经济以农业和机械工业为主。
2007年，简阳成为四川省启动扩权改革的试点城市，财政上取得与地级市同等的待遇，简阳经济发展迅速。2013年，简阳市实现地区生产总值（GDP）344.78亿元，增长10.6%。

### 农业
农业发达，是传统的农业强县。境内气候温和、土地肥沃，约有一半耕地受惠于都江堰工程的灌溉，是四川省最主要的粮食产区之一。简阳市为四川省肉类生产第三大、中国第十八大县市。盛产稻谷、小麦、棉花、油菜等，特产柑橘、水蜜桃、樱桃和山羊板皮。简阳羊肉是中国地理标志产品。

### 工业
计划经济时期，简阳就是著名的川中工业重镇，是赫赫有名的全国百强县，部属企业和省级以上国有大型企业有四川空气压缩机厂、四川空分厂、沱江工具厂、四川拖拉机总厂、四川刃具厂等。但撤县建市后，四川拖拉机总厂等大型企业纷纷在市场转型中倒闭。
近年来，简阳市积极融入“成都经济圈”，工业取得了迅速发展并已经具有一定规模。目前，市内拥有多家国有大中型企业，如：四川空分设备集团有限责任公司，四川海大橡胶集团有限公司（川橡），四川大川压缩机有限责任公司，四川港通医疗设备集团股份有限公司等；拥有位于简阳市养马镇、石盘镇、周家乡的成资（龙简）工业园，位于贾家镇的贾家工业园，位于市区城南的简阳十里坝工业园等众多大中型工业园区。
市内民营企业众多，农业产业化企业数量常年保持四川省县级首位。市内较大的民营企业有海底捞、富旺集团、五友农牧、精华集团等。其中，精华兽药为全国兽药行业50强；海底捞火锅为全国餐饮行业40强。
四川若男食品有限公司的若男挂面获中国名牌产品称号，四川国光集团的“国光”商标获中国驰名商标的称号。

## 人口
2020年末，根據第七次全国人口普查數據顯示：全市常住人口为738169人。
2010年第六次全国人口普查，简阳市的户籍人口为1071215人。
简阳市是一个民族杂居的地方。汉以前，今简阳境内就有獽夷、僚等土著人居住，后来夏人不断迁入，成为境内土著，元代以后，湖广移民相继迁入境内，特别是明、清几次大规模的移民，使其逐渐成为简阳主体民族。这些移民主要来源于广东、广西、湖北、湖南、江西、福建等省。目前汉族占总人口的99.95%。除汉族以外，还居住有藏、苗、彝、壮、满、土家等23个少数民族，共有人口700余人。

## 宗教
最先传入的是佛教，魏晋时期，道教开始在简阳境内传播。清朝同治初，有法国天主教巴黎外方傳教會教士来简施济医药，设复苏堂，天主教从此传入（參見四川天主教）；光绪二十五年，基督教传入简阳。中华人民共和国建立初，县内各寺庙僧人相继还俗，寺庙大多改作它用。
1978年十一届三中全会后，简阳境内佛教、基督教、天主教相继恢复了活动。到1999年底，全市经批准开放的宗教活动场所共21处，其中佛教17处，天主教1处，基督教3处；登记发证的教职人员54人，其中佛教44人，天主教1人，基督教9人；信教群众约10万人。

## 教育
市内有简阳中学、阳安中学等。简阳中学是首批确立的国家级示范性普通高中之一，阳安中学是简阳市发展最快的学校，以文科教学最为有名。简阳市职业中专校（简阳市高级职业中学）是首批国家级重点中等职业学校。
由北京南迁至简阳的吉利学院将校区设在石盘街道，已于2020年9月19日启用。成都体育学院将整体迁入简阳市三岔镇。另西南交大、西华大学也确定将在简阳市石盘镇等地兴建校区。四川广播电视大学、四川农业大学分别在简阳设有成人教育的分校和附属学校。

## 医疗
简阳市医疗事业发达，医疗水平在四川省县级范围内居于前列。
简阳市现有主要医疗机构：简阳市人民医院（国家三级甲等综合医院、全国百佳医院）、简阳市中医医院（国家三级乙等中医医院）、简阳市妇幼保健院（二级甲等妇幼保健医院）、简阳市第二人民医院暨原贾家中心卫生院（二级乙等综合医院）、简阳市第三人民医院暨原三岔中心卫生院（二级乙等综合医院）、简阳市第四人民医院暨原禾丰中心卫生院。

## 监狱
- 四川省女子监狱

## 风景名胜

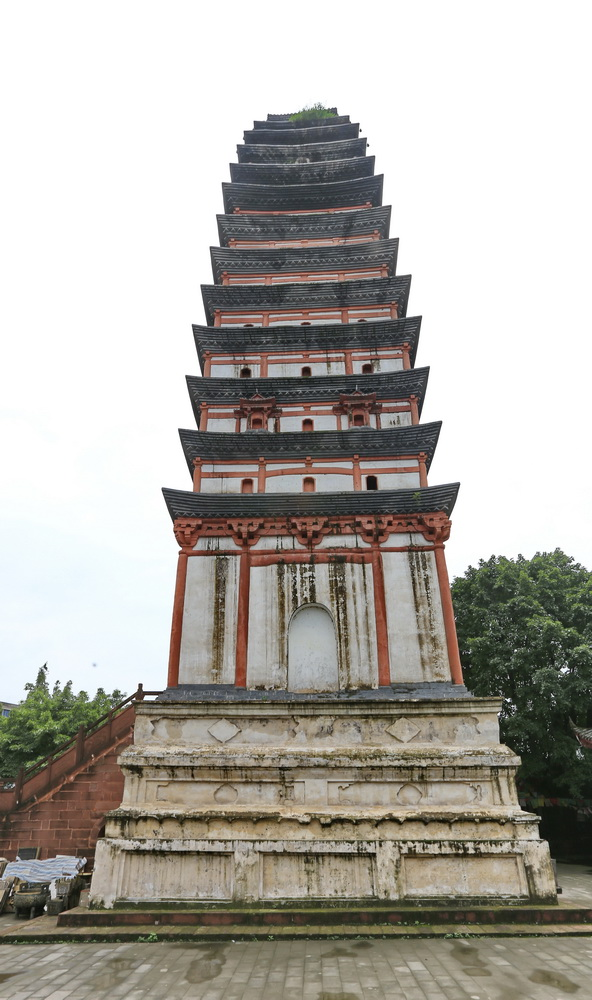
圣德寺塔

古代有“简州八景”之称：一塔凌云（圣德寺塔）、印螯拱壁（沱江东岸的印螯二山）、金绛流虹（鱼嘴绛溪河汇入沱江处）、四崖泛月（老简阳城四面悬崖）、朝阳曙阁（朝阳洞，即现在的五皇洞）、龙门锦浪（宋代的状元许弈在这里读书而闻名，具体地址不详）、应地莲池（现简阳市人民公园里的瑞莲池）、鱼村暮艇（人民公园鱼嘴处）。
重要的风景区有龙泉山、丹景山、五凤山、龙泉湖、三岔湖。丹景山位于简阳市丹景乡境内，海拔974米，是龙泉山脉的第二高峰，自古便是蜀中旅游胜地。五凤山位于简阳市望水乡老鹰水库旁，保持着良好的原始生态风貌。三岔湖（三岔水库）与龙泉湖（石盘水库）均位于龙泉山脉脚下，风光秀美。目前，简阳市正在积极规划葫芦坝旅游区，这里是著名作家周克芹在《许茂和他的女儿们》—书中所描绘的“葫芦坝”原址，是周克芹先生的故乡。
简阳市境内有全国重点文物保护单位一处——圣德寺塔，四川省文物保护单位有简阳红白塔、禾丰字库塔、石盘题名塔、长岭山摩崖造像、朝阳寺摩崖造像、瓦房沟摩崖造像、简阳奎星阁摩崖造像。